# Parc Chapelle-Charbon
Le parc Chapelle-Charbon, dont le nom se réfère à l'histoire du quartier, est un espace vert de Paris réalisé en plusieurs étapes entre 2020 et 2030 sur le site actuel d'un faisceau de voies ferrées de la ligne de Petite Ceinture, dans le 18e arrondissement,.

## Urbanisme

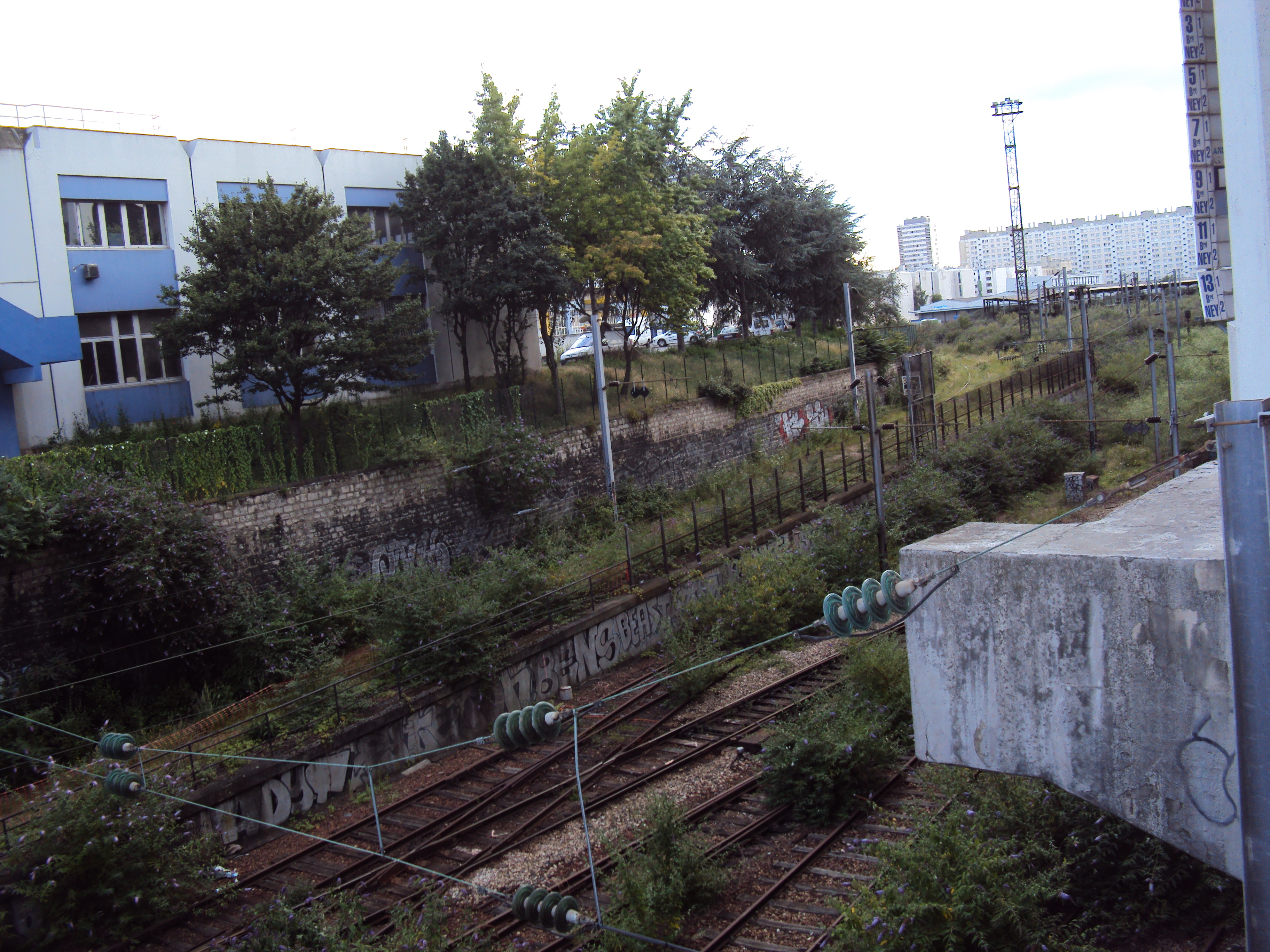
Le site du parc vu depuis la rue d'Aubervilliers, côté est.

Le projet fait partie d'une vaste opération de réaménagement de quartier incluant la création d'une zone d'aménagement concerté, de logements y compris sociaux, une école, des commerces, une passerelle en direction du boulevard Ney ainsi que le parc en lui-même.
Il sera aussi accessible du côté sud, grâce à l'ouverture de trois voies de circulation actuellement en impasse : rue Jean-Cottin, rue de la Croix-Moreau et rue Tchaïkovski. De même, à l'ouest, la rue du Pré sera ouverte.
Les différentes études et concertations laissent apparaitre que le parc, tout en longueur, se composerait de grandes pelouses avec la présence d'eau et de zones arborées incluant des zones d'agriculture urbaine et des espaces de jeux et sportifs.
La première tranche du parc d'une superficie de 2,88 ha comprenant des espaces sportifs et des aires de jeux est livrée en 2020.
Dans une phase de plus long terme, il est prévu que le parc s'étende jusqu'à la rue d'Aubervilliers et la croix de l'Évangile, pour faire lien avec le quartier Rosa-Parks dans le 19e arrondissement.
La maîtrise d'ouvrage du projet est assurée par la Direction des Espaces Verts et de l'Environnement de la Ville de Paris (Service du Paysage et de l'Aménagement) et la maîtrise d’œuvre est assurée par un regroupement formé par l'Agence LAVERNE paysagistes (mandataire du grpt), DEGOUY (Bet VRD), SPACE architectes (Architectes), 818 (Concepteur lumière), C&E Ingénieries (BET Structures) et Biotope (BET Environnement et Ecologue).